# Alex Atala

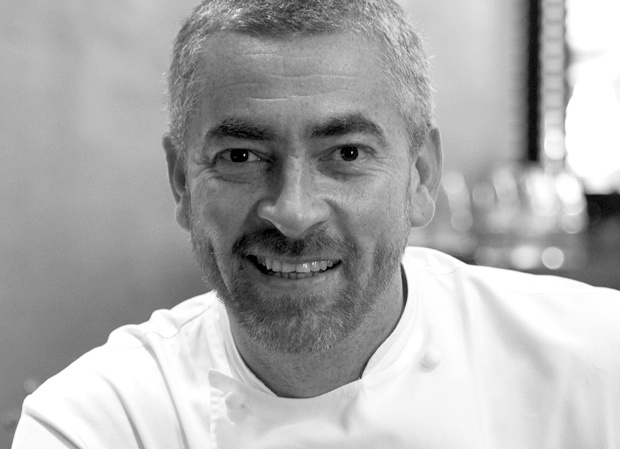
Alex Atala

Alex Atala, egentligen Milad Alexandre Mack Atala, född 3 juni 1968 i São Paulo, Brasilien, är en brasiliansk kock som bland annat driver restaurangen D.O.M. (förkortning av Deo Optimo Maximo) i São Paulo. Restaurangen rankades år 2016 som nummer 11 på listan över de 50 bästa restaurangerna i världen, vilken publiceras av brittiska tidningen Restaurant. D.O.M. har två stjärnor i Michelinguiden 2016. 
Atala har en tv-show på brasilianska kanalen GNT och är kocken i fokus i avsnitt 2, säsong 2, av Netflix serie Chef's Table.
2013 grundade Atala tillsammans med bland annat Roberto Smeraldi och Carlos Alberto Ricardo projektet Atá. Projektets mantra är enligt Atala själv att bättre försöka förstå människans relation till mat.